# Dumontwijk
De Dumontwijk is een villawijk in De Panne in België die is genoemd naar de architect Albert Dumont die een grote rol speelde in de totstandkoming van de wijk.
Voor de Franse Revolutie werd de Dumontwijk, die toen voornamelijk duinen waren, gebruikt als jachtgebied voor de adel. De duinen waren toen bezit van abdijen of van de graaf van Vlaanderen. Na de Franse revolutie begin 19de eeuw wordt het gebied waar deze wijk ligt bezit van Pieter Louis Antoine Bortier. Hij erfde dit landgoed, het oostelijk gedeelte van de duinen, van zijn oom. Het andere deel was voor Louis Ollivier. Hij was de eerste persoon die een villa liet bouwen in De Panne. Hij heeft veel betekend voor de vissersgemeenschap uit De Panne maar hij was wel niet zo genegen om de eerste baders die vooral uit Veurne kwamen te helpen. Zo hield hij lange tijd het toerisme in De Panne tegen. 
De andere bezitter Louis Ollivier was veel commerciëler. Hij wou een laan loodrecht op het strand aanleggen om zo het eerste toerisme nog meer te lokken. Dit plan ging echter niet door omdat hij nooit de gevraagde subsidies heeft gekregen. Zo bleef het een rustig oord dat was gekend bij schilders en letterkundigen voor zijn rust en zijn natuur.  Er was ook een andere reden dat het toerisme zo traag op gang kwam: de moeizame verbinding met De Panne. De zoon van Ollivier, Pedro Ollivier, kwam op het idee om de duinen te omzeilen met een laan die achter de paraboolduinen ligt. Hiervoor deed hij beroep op de architect Arthur Bonzel, die op zijn beurt beroep deed op de gekende architect uit die tijd Albert Dumont om de eerste urbanisatiefase uit te werken.